# 238710 Halassy
238710 Halassy este un asteroid din centura principală de asteroizi.

## Descriere
238710 Halassy este un asteroid din centura principală de asteroizi. A fost descoperit pe 4 aprilie 2005 la Piszkesteto de Krisztián Sárneczky. Asteroidul prezintă o orbită caracterizată de o semiaxă mare de 2,77 ua, o excentricitate de 0,07 și o înclinație de 4,9° în raport cu ecliptica.